# Neohelota laevigata
Neohelota laevigata là một loài bọ cánh cứng trong họ Helotidae. Loài này được Oberthuer miêu tả khoa học năm 1883.